# كريس سميث (لاعب كرة قدم بريطاني)
كريس سميث (21 فبراير 1998 في المملكة المتحدة - ) (بالإنجليزية: Chris Smith)‏ هو لاعب كرة قدم بريطاني في مركز قلب الدفاع. لعب مع إيبسويتش تاون.

## وصلات خارجية
- كريس سميث (لاعب كرة قدم بريطاني) على موقع قاعدة بيانات كرة القدم.إي يو (الإنجليزية)
- كريس سميث (لاعب كرة قدم بريطاني) على موقع Soccerbase.com (لاعب) (الإنجليزية)
- كريس سميث (لاعب كرة قدم بريطاني) على موقع Soccerway.com (الإنجليزية)